# Вильерс, Джордж, 8-й граф Джерси
Джордж Генри Роберт Чайлд Вильерс, 8-й граф Джерси (англ. George Child Villiers, 8th Earl of Jersey; 2 июня 1873 — 31 декабря 1923) — британский пэр и консервативный политик из семьи Вильерсов.
Титулы: 8-й граф Джерси (с 31 мая 1915 года), 11-й виконт Грандисон из Лимерика, графство Литрим (с 31 мая 1915), 8-й виконт Вильерс из Дартфорда, графство Кент (с 31 мая 1915), 8-й барон Вильерс из Ху, графство Кент (с 31 мая 1915 года).

## Происхождение
Родился 2 июня 1873 года. Старший сын Виктора Чайлда Вильерса, 7-го графа Джерси (1845—1915), и достопочтенной Маргарет Элизабет (1849—1945), дочери Уильяма Генри Ли, 2-го барона Ли.

## Общественная жизнь
Джордж Вильерс получил образование в Итонском колледже и Нью-колледже Оксфорда. Он сменил своего отца на графстве в 1915 году и некоторое время служил лордом в ожидании в правительстве Дэвида Ллойда Джорджа с января по август 1919 года. Он был мировым судьей и заместителем лейтенанта в Оксфордшире, а также олдерменом и заместителем председателя Совета графства Оксфордшир и верховный управляющий города Оксфорда. Он также служил судьей и олдерменом Миддлсекса. Лорд Джерси продал банк Child & Co, часть семейного наследства с тех пор, как 5-й граф Джерси женился на представительнице семьи Чайлд, банку Glyn, Mills & Co. Bank в 1923 году. Он был членом Древнего Ордена друидов с 1905 года.

## Семья

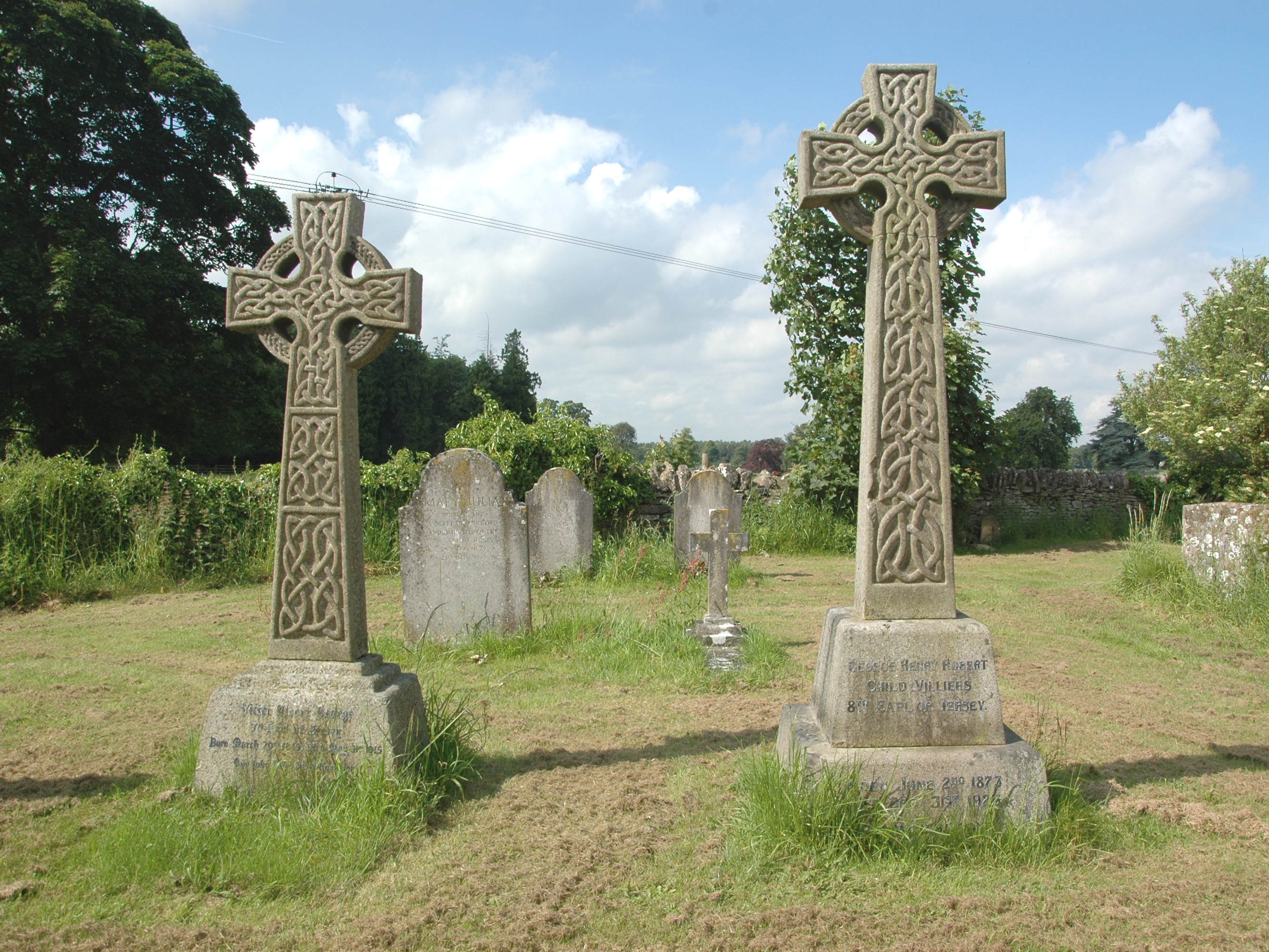
Могилы 7-го (слева) и 8-го (справа) графов Джерси на приходском кладбище Всех Святых, Миддлтон-Стоуни, Оксфордшир.

8 октября 1908 года лорд Джерси женился на леди Синтии Альмине Констанс Мэри Нидэм (7 ноября 1889 — 12 января 1947), дочери Фрэнсиса Нидэма, 3-го графа Килмори (1842—1915), и Эллен Констанс Бэлдок (? — 1920). У них было четверо детей:
- Джордж Чайлд Вильерс, 9-й граф Джерси (15 февраля 1910 — 9 августа 1998), старший сын и преемник отца.
- Леди Джоан Чайлд Вильерс (26 сентября 1911 — 6 февраля 2010), в 1933 году вышла замуж за Дэвида Ричарда Колвилла (1909—1987), внука Чарльза Колвилла, 1-го виконта Колвилла из Калросса.
- Достопочтенный Эдвард Мэнсел Чайлд Вильерс (3 мая 1913 — 9 марта 1980), 1-я жена (1934—1940) — Барбара Мэри Фрэмптон (? — 1991), 2-я жена (1946—1971) принцесса Мария Глория Пиньятелли Арагон Кортес (1928—2015).
- Леди Энн Чайлд Вильерс (23 мая 1916 — 13 декабря 2006), в 1937 году вышла замуж за майора Александра Генри Эллиота (1913—1986).